# Polaromonas cryoconiti
Polaromonas cryoconiti es una especie de bacteria gramnegativa del género Polaromonas. Descrita en el año 2012. Su etimología hace referencia a la crioconita. Es aerobia e inmóvil. Las células miden 0,7-0,9 de ancho por 1,1-1,4 de largo. Las colonias en agar R2A son de un color blanco cremoso, convexas y redondas. Temperatura de crecimiento entre 1-25 °C, óptima de unos 10 °C. Catalasa y oxidasa positivas. Únicamente se ha aislado de la crioconita en un glaciar alpino en Austria.